# Vlaamperd
Vlaamperd är en hästras utvecklad i Sydafrika med hjälp av importerade Frieserhästar från Holland. Vlaamperd betyder egentligen Flamländsk häst och rasen har fått sitt namn just från Frieserhästen som kallades Vlaamse perd efter att man exporterade hästarna från Belgien. Hästarna är alltid svarta, ston får även vara mörkbruna och används främst till ridning och körning. Idag är rasen väldigt ovanlig och nästan utrotningshotad.

## Historia
1820 importerade Lord Charles Somerset ett flertal hingstar till Sydafrika. De flesta av dem var engelska och arabiska fullblod. Dessa hingstar korsades med inhemska ston av rasen Boerhäst. Resultatet blev en ädel ridhäst som först kallades Hantam-häst. 
Under början av 1900-talet kom uppfödarna i kontakt med den holländska Frieserhästen som importerades i stort antal till landet och alla Hantam-hästar försvann när man korsade dem med de friesiska hästarna. Målet var nu att istället för en liten häst, skulle man avla fram en kraftigare ridhäst som även skulle fungera som körhästar. 
Den tyska varmblodsrasen Oldenburgare gav mer tyngd och massa och de engelska körhästarna Hackney och Cleveland Bay skulle ge bättre rörelser och typiska köregenskaper. Bland annat importerades en hingst vid namn Kemp som var en korsning mellan en östfrisisk hingst och en Oldenburgare och denna hingst hade stort inflytande på hela Vlaamperdstammen. Även hingsten Scheppers som var en utvecklad Vlaamperdhäst född 1930 skulle ha stort inflytande på de Vlaamperdhästar som föddes efter 1940. 
Men under tiden som aveln höll på att utvecklas så förbjöd de holländska myndigheterna export av Frieserhästarna för att försöka få styr på aveln av sina egna hästar. För att undgå lagen började man istället att importera Frieserhästarna från Antwerpen i Belgien. Området runt Antwerpen kallades Flandern och de Friesiska hästarna kallades då för Vlaamse Perd (Flamländsk häst) och de nya körhästarna som var under utveckling fick ett liknande namn, Vlaamperd. Föreningen Vlaamperd Breeders Society startades 1983 i Bloemfontein för att ytterligare hålla aveln under kontroll. 
Idag är rasen relativt ovanlig och nästan utrotningshotad men används inom turism och nöjen i Sydafrika. 

## Egenskaper
Vlaamperdhästarna har blivit kända för sina fina, höga rörelser och utmärkta köregenskaper, vilket gjort dem populära som körhästar både inom turismen och i festivaler, till bröllop och fest m.m. Det nobla utseendet har även gjort dem populära som ridhästar i dressyr eller barockridning. Störst framgång har rasen fått i tävlingskörning för Sydafrika där hästarna används ända upp till åttspann med åtta hästar spända framför vagnen. 
Frieserhästen har även gett rasen den mörka färgen där alla hingstar alltid är svarta medan ston helst ska vara svarta men även kan vara svartbruna eller mörkbruna. Ljusare färger är däremot strikt förbjudna och får inte användas inom avel, då detta anses vara ett bevis på att andra raser har blandats in. Vlaamperdhästarna är ganska små och blir oftast inte högre än runt 150 cm men de är nobla, eleganta och långbenta. 